# Ipomoea suburceolata
Ipomoea suburceolata är en vindeväxtart som beskrevs av O'donell. Ipomoea suburceolata ingår i släktet praktvindor, och familjen vindeväxter. Inga underarter finns listade i Catalogue of Life.